# Kasepää
Kasepää – wieś w Estonii, w prowincji Jõgeva, w gminie Kasepää.